# Савкін Іван Іванович
Іван Іванович Савкін (нар. 6 квітня 1925 — пом. 6 травня 1996) —  радянський актор театру та кіно.

## Життєпис
Народився 6 квітня 1925 року в селі Ромоданово Зиминського району Іркутської області. 1931 року його родина переїхала до села Балаганськ Іркутської області.
1932 року Іван пішов навчатися до школи, після закінчення якої 1942 року — поїхав на навчання до школи ФЗВ міста Черемхово.
У грудні 1942 року Савкін був призваний на службу в Червону армію в місті Нижньовдинськ. У 1943 році був відправлений на фронт Великої Вітчизняної війни.
Демобілізувавшись у 1944 році, Савкін вступив на роботу токарем МТС у селі Балаганськ. У 1947 році поїхав навчатися в театральну студію Іркутського обласного драматичного театру, після закриття якої в 1948 році залишився працювати актором у цьому театрі. У 1949 році Савкін поїхав до Москви та два роки працював монтажником на будівництві МДУ.
1951 року вступив на акторський факультет Театрального училища імені Щепкіна. Навчаючись на четвертому курсі інституту, дебютував у кіно у ролі Юрася у фільмі Олександра Зархі «Нестерка».
У 1956 році закінчив Театральне училище імені М. С. Щепкіна. У 1956—1957 і в 1960—1990 роках — актор Театру-студії кіноактора.
Помер 6 травня 1996 року. Похований на Хованському цвинтарі у Москві.

## Пам'ять
- У СРСР було випущено поштову фотолистівку, присвячену Савкіну.[3]

### Фільмографія
| - 1951 — Тарас Шевченко — епізод - 1955 — Нестерка — Юрась - 1957 — Катерина Вороніна — працівник порту - 1957 — На острові Дальному… — Сивих - 1957 — Вогняні версти — Заврагін - 1958 — Зверолови — Єгоров - 1959 — Будь-якою ціною — капітан - 1960 — Альошкіна любов — Микола - 1960 — Рижик — Тарас - 1961 — Битва в дорозі — епізод - 1961 — В дорозі — пасажир поїзда - 1962 — Іванове дитинство — солдат - 1962 — Мій молодший брат — Ігор - 1962 — Острів Вільховий — Коршунов - 1962 — Дивак-людина — епізод - 1963 — Місто — одна вулиця — Микита - 1963 — Первый тролейбус — Мікошин - 1964 — Де ти тепер, Максиме? — Іван Петрович - 1964 — Самотність — Колька-матрос - 1965 — Ми, російський народ — досвідчений солдат Васильєв - 1965 — Скільки років, скільки зим! — епізод - 1965 — Кухарка — Степан Казанець - 1966 — Айболить-66 — пірат - 1966 — Невловимі месники — ад'ютант Будьонного - 1967 — Підірване пекло — командир партизанів - 1967 — Заппам'ятаємо цей день — член полкового комітету - 1967 — Пошук — Іван | - 1967 — Таємничий чернець — епізод - 1967 — Там, де довга зима — Зімін - 1968 — Нові пригоди невловимих — епізод - 1968 — Помилка резидента — міліціонер у лінійному відділенні - 1969 — Директор — сторож - 1970 — У ті дні — Степан - 1970 — Про друзів-товаришів — анархіст - 1971 — Молоді — Іван - 1973 — І на Тихому океані... — Степко - 1973 — Це сильніше за мене — капітан - 1975 — Від зарі до зарі — однополчанин - 1976 — Злочин — епізод - 1976 — Сонце, знову сонце - 1978 — Близька далина — Михайло Костянтинович - 1978 — І це все про нього — Панкрат Іванович - 1978 — Попереднє розслідування — перший секретар райкому партії - 1978 — Сюди не залітали чайки — Азарій - 1978 — Торгівка і поет — Андрій - 1979 — Активна зона — співробітник театру - 1980 — Велика розмова — Косовський - 1982 — Каракуми, 45 у тіні — Рябцев - 1983 — Легенда про княгиню Ольгу — новгородський воєвода - 1983 — Самотнім надається гуртожиток — епізод - 1984 — Блискучий світ — капітан Білбой - 1984 — Нам не дано передбачити… — епізод - 1985 — Картина —Микола Микитович, начальник ГУВС (епізод) - 1988 — Дубровський — епізод - 1991 — Цар Іван Грозний — боярин Георгій |